# Martinottiella
Martinottiella es un género de foraminífero bentónico de la subfamilia Eggerellinae, de la familia Eggerellidae, de la superfamilia Eggerelloidea, del suborden Textulariina y del orden Textulariida. Su especie tipo es Clavulina communis. Su rango cronoestratigráfico abarca desde el Paleoceno hasta la Actualidad.

## Discusión
Clasificaciones previas incluían Martinottiella en la superfamilia Textularioidea, del suborden Textulariina y del orden Textulariida.

## Clasificación
Martinottiella incluye a las siguientes especies:
- Martinottiella balkarica
- Martinottiella bignoti
- Martinottiella clarae
- Martinottiella communis
- Martinottiella crassa
- Martinottiella dame
- Martinottiella gymnesica
- Martinottiella hagni
- Martinottiella inculta
- Martinottiella levis
- Martinottiella massami
- Martinottiella meidamos
  - Martinottiella meidamos daghestanensis
- Martinottiella milletti
- Martinottiella nodulosa
- Martinottiella occidentalis, también aceptado como Clavulina occidentalis
- Martinottiella okinawaensis
- Martinottiella omnia
- Martinottiella pakocenica
- Martinottiella pseudooccidentalis
- Martinottiella rectidelicata
- Martinottiella variabilis
- Martinottiella weymouthi

Otras especies consideradas en Martinottiella son:
- Martinottiella bacillaris, aceptado como Hormosina bacillaris
- Martinottiella bradyana, aceptado como Dorothia bradyana